# Salazar Village
Salazar Village es una villa de Trinidad y Tobago, que forma parte de la región de Siparia.

## Geografía
La villa abarca parte de la isla Trinidad y limita al norte con Parry Lands South y Guapo Lot 10, al sur con Erin y Carapal, al este con Forest Reserve y Rancho Quemado y al oeste con New Village (localidad perteneciente al borough de Punta Fortín).

## Demografía
Datos demográficos de la villa de Salazar Village:
| Gráfica de evolución demográfica de Salazar Village entre 2000 y 2011 |
|                                                                       |